# Stonáč
Stonáč este o arie protejată (arie specială de conservare — SAC, sit de importanță comunitară — SCI) din Republica Cehă întinsă pe o suprafață de 5,51 ha, integral pe uscat.

## Localizare
Centrul sitului Stonáč este situat la coordonatele 49°18′25″N 17°25′37″E / 49.306944°N 17.426944°E.

## Înființare
Situl Stonáč a fost declarat sit de importanță comunitară în aprilie 2005 pentru a proteja 1 specie de animale. Situl a fost protejat și ca arie specială de conservare în decembrie 2013.

## Biodiversitate
Situată în ecoregiunea continentală, aria protejată nu include niciun habitat protejat.
La baza desemnării sitului se află o specie protejată de  amfibieni: buhai de baltă cu burta roșie (Bombina bombina).